# Mette Laugesen Graversgaard
Mette Laugesen Graversgaard (født 5. oktober 1995) er en dansk atletikudøver, der repræsenterer Aarhus 1900. Hun har vundet over ti danmarksmesterskaber i hækkeløb og sprint.
Graversgard var en del af det danske hold, der ved VM i Yokohama, Japan, vandt det indledende i 4 x 100 meter i dansk rekordtid på 43,90 sekunder. Kvartetten bestod derudover af Astrid Glenner-Frandsen, Ida Karstoft og Mathilde Kramer. Til finalen var en skadet Karstoft erstattet af Louise Østergaard, og danskerne blev her nummer otte.

## Meritter

### Medaljer
- Otte DM-guld udendørs og tre DM-guld indendørs
- En DM-sølv udendørs og fem DM-sølv indendørs
- Tre DM-bronze udendørs og to DM-bronze indendørs

### Danske rekorder
- 100 meter hæk: 13.13 sekunder (udendørs)
- 4x100 meter: 43.90 (udendørs)
- 50 meter hæk: 7.28 sekunder (indendørs)
- 60 meter hæk: 7.92  (indendørs)
- 200 meter: 23.42 (indendørs)
- 4x200 meter: 1.38.55 (indendørs)